# FC Nõmme United
Der Jalgpalliklubi FC Nõmme United ist ein estnischer Fußballverein aus der Hauptstadt Tallinn. Die Vereinsfarben sind Schwarz-Rot.

## Geschichte
Der 2000 gegründete Stadtteilverein aus der Hauptstadt Tallinn spielte bis 2017 in den Amateurligen Estlands und stieg zur Saison 2018 erstmals in die dritthöchste Spielklasse das Landes auf. Nach nur zwei Jahren folgte ein erneuter Aufstieg in die Esiliiga, wo man die nächsten vier Spielzeiten verbrachte, ehe man zur Saison 2024 seine Premiere in der höchsten nationalen Liga, der Meistriliiga feierte. Dort stieg man jedoch mit nur zwei Siegen und 15 Punkten am Saisonende wieder direkt ab.

## Spielzeiten
| Jahr | Liga | Platz | Tore   | Punkte | Bester Torschütze                         | Pokal        |
| ---- | ---- | ----- | ------ | ------ | ----------------------------------------- | ------------ |
| 2018 | III  | 5     | 100:57 | 60     | Pavel Fedorenko (20)                      | 1. Runde     |
| 2019 | III  | 1     | 118:38 | 85     | Oliver Jürgens (28)                       | 2. Runde     |
| 2020 | II   | 3     | 76:43  | 55     | Kevin Mätas (22)                          | 2. Runde     |
| 2021 | II   | 4     | 79:67  | 41     | Robi Saarma (28)                          | 1. Runde     |
| 2022 | II   | 6     | 79:56  | 60     | Egert Õunapuu (36)                        | 3. Runde     |
| 2023 | II   | 1     | 114:29 | 90     | Egert Õunapuu (32)                        | 3. Runde     |
| 2024 | I    | 12    | 22:79  | 15     | Oleksandr Musolitin (3) Egert Õunapuu (3) | Achtelfinale |
| 2025 | II   |       |        |        |                                           |              |

## Bekannte Trainer
- Tarmo Rüütli (2010–2012)